# Горксхајмертал
Горксхајмертал (њем. Gorxheimertal) општина је у њемачкој савезној држави Хесен. Једно је од 22 општинска средишта округа Бергштрасе. Према процјени из 2010. у општини је живјело 3.961 становника. Посједује регионалну шифру (AGS) 6431008.

## Географски и демографски подаци
Горксхајмертал се налази у савезној држави Хесен у округу Бергштрасе. Општина се налази на надморској висини од 222 метра. Површина општине износи 10,5 km². У самом мјесту је, према процјени из 2010. године, живјело 3.961 становника. Просјечна густина становништва износи 379 становника/km².